# 11364 Karlštejn
För andra betydelser, se Karlstein (olika betydelser).
11364 Karlštejn eller 1998 FB3 är en asteroid i huvudbältet som upptäcktes den 23 mars 1998 av den tjeckiske astronomen Petr Pravec vid Ondřejov-observatoriet. Den är uppkallad efter det tjeckiska slotet Karlštejn i Karlštejn.
Asteroiden har en diameter på ungefär 3 kilometer.